# Pia Rijsdijk
Pia Rijsdijk (Rotterdam, 25 maart 1992) was een Nederlands voetbalspeelster. Ze speelde als aanvaller voor Feyenoord. Inmiddels is ze Manager Vrouwenvoetbal bij NAC Breda.
In 2017 gaat ze voor een seizoen naar MSV Duisburg, waar ze in 17 wedstrijden eenmaal scoort. Hier speelt ze samen met Eshly Bakker.

## Statistieken
| Seizoen | Club                 | Land                     | Competitie                     | Wedstrijden | Doelpunten |
| ------- | -------------------- | ------------------------ | ------------------------------ | ----------- | ---------- |
| 2010/11 | ADO Den Haag         | Nederland                | Eredivisie                     | 4           | 0          |
| 2011/15 | Alabama Crimson Tide | Unites States of America | National Women's Soccer League |             |            |
| 2015/16 | ADO Den Haag         | Nederland                | Eredivisie                     | 22          | 7          |
| 2016/17 | ADO Den Haag         | Nederland                | Eredivisie                     | 19          | 10         |
| 2017/18 | MSV Duisburg         | Duitsland                | Bundesliga                     | 17          | 1          |
| 2018/19 | ADO Den Haag         | Nederland                | Eredivisie                     | 22          | 17         |
| 2019/20 | SC Sand              | Duitsland                | FRB                            | 7           | 0          |
| 2022/20 | SSD Napoli           | Italië                   | Serie A                        |             |            |
| 2020/21 | Arna-Bjørnar         | Noorwegen                | TOP                            | 11          | 1          |
| 2021/22 | Feyenoord            | Nederland                | Eredivisie                     | 7           | 1          |
| Totaal  | Totaal               | Totaal                   | Totaal                         | 90          | 35         |

Laatste update: november 2021

## Interlands
Rijsdijk speelde op 11 september 2010 haar eerste wedstrijd voor het Nederlands elftal O19. Voor O19 speelde ze uiteindelijk 13 wedstrijden, waarvan 7 maal in de basis, waarin ze 8 maal scoorde.

## Privé
In de zomer van 2011 vertrok Rijsdijk naar de Verenigde Staten voor een studie aan de University of Alabama. Hier speelde ze drie seizoenen voor Alabama Crimson Tide.